# Sharp PC-G850V

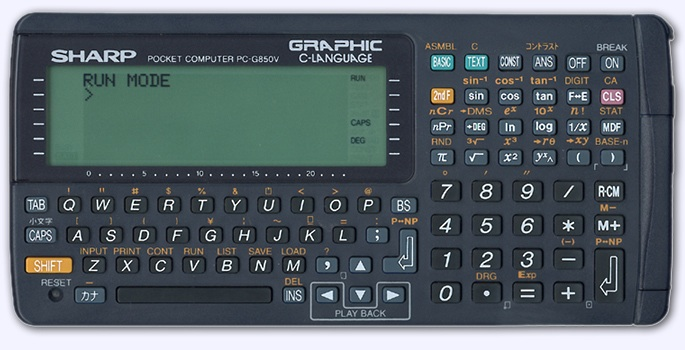
Vorderansicht des Sharp PC-G850V

Der Sharp PC-G850V ist ein Taschencomputer der Firma Sharp. Er ist das möglicherweise letzte Modell dieser Art und wurde, wie seine Vorgängermodelle, für den japanischen Bildungsmarkt produziert. Er ist direkter Nachfolger des Sharp PC-G850S und gehört zu einer Linie von Taschencomputern mit Z80-Prozessor, die mit dem PC-E200 begonnen wurde. Der PC-G850V verfügt über eine alphanumerische Tastatur und ein graphisches LC-Display mit 144 × 48 Bildpunkten, auf dem sechs Zeilen Text dargestellt werden können und das gegenüber den Vorgängermodellen einen höheren Kontrast bietet. Im Rechner arbeitet ein Z80-kompatibler Prozessor mit 8 MHz Taktfrequenz.
Mit allen üblichen Funktionen ausgestattet, lässt sich das Gerät zunächst wie ein wissenschaftlicher Taschenrechner verwenden. Darüber hinaus lassen sich Programme in den Programmiersprachen BASIC, C, CASL und Z80-Assembler schreiben, die im 32 KB großen statischen RAM gespeichert werden. C- und Assemblerprogramme werden in einem Texteditor (TEXT-Modus) erstellt und können dann kompiliert bzw. assembliert werden. Vom BASIC-System aus ist ein einfacher Hex-Monitor erreichbar, der auch eine Druckfunktion bereitstellt, sowie die Möglichkeit, Maschinenprogramme über die serielle Schnittstelle zu laden bzw. zu senden. Beim Kompilieren von C-Programmen wird kein Maschinencode, sondern ein Bytecode erzeugt, der dann zur Laufzeit interpretiert wird. Der BASIC-Interpreter verfügt über einen relativ umfangreichen Befehlsvorrat einschließlich Grafik- und Dateifunktionen. Für die Tonerzeugung mittels BEEP fehlt jedoch der bei früheren Geräten übliche Piezo-Lautsprecher. Auf der Hauptplatine des Rechners findet man die hierfür ursprünglich vorgesehenen Anschlüsse.
Als Besonderheit enthält das 256 KB große ROM einen PICmicro-Assembler, der im Zusammenhang mit zusätzlicher Hardware die Programmierung von PIC Prozessoren ermöglicht. Der PC-G850V verfügt über eine 11-polige Schnittstelle an der linken Gehäuseseite, an der klassisches Zubehör wie der Thermodrucker CE-126P verwendbar ist. Außerdem ist hier (wie bereits seit den Modellen der Serie PC-E2xx üblich) eine serielle RS-232-Schnittstelle mit CMOS-Pegel integriert, die bei Verwendung eines geeigneten Pegelkonverters oder mittels USB-Interface den Datenaustausch mit einem PC oder Mac mit bis zu 9600 Baud ermöglicht.
Darüber hinaus lässt sich die Schnittstelle als 8-Bit-PIO konfigurieren und dient weiterhin zum Anschluss eines PIC-Brenners. An der rechten Gehäuseseite ist ein 40-poliger Systembus verfügbar, der den Anschluss optional erhältlicher oder eigener Systemerweiterungen ermöglicht.

## Technische Daten

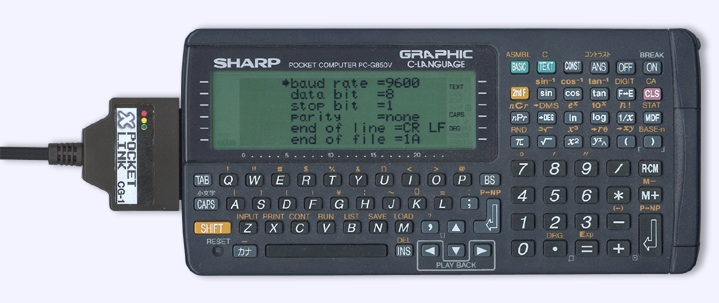
PC-G850V mit USB Interface

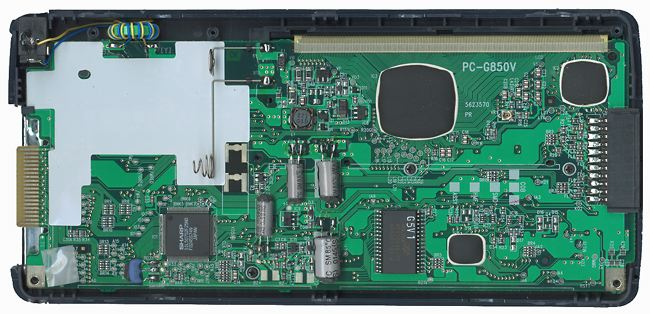
Blick in den geöffneten Rechner

| CPU                | Z80 mit 8 MHz, 8-Bit CMOS                                            |
| RAM                | 32 KB statisches RAM, batteriegeschützt                              |
| ROM                | 256 KB                                                               |
| Programmiersprache | BASIC, C, CASL, Z80 Assembler, PIC Assembler                         |
| Display            | Graphisch, sechszeilig 24 Zeichen bzw. 144 × 48 Pixel, Monochrom-LCD |
| Tastaturbelegung   | QWERTY                                                               |
| Stromversorgung    | 4 × R03 1,5 V Zellen                                                 |
| Stromverbrauch     | 6,0 V Gleichspannung bei etwa 0,2 W                                  |
| Abmessungen        | 195 × 95 × 20 mm (ohne Abdeckung)                                    |
| Gewicht            | 336 g (inklusive Batterien und Abdeckung)                            |

## Bildergalerie

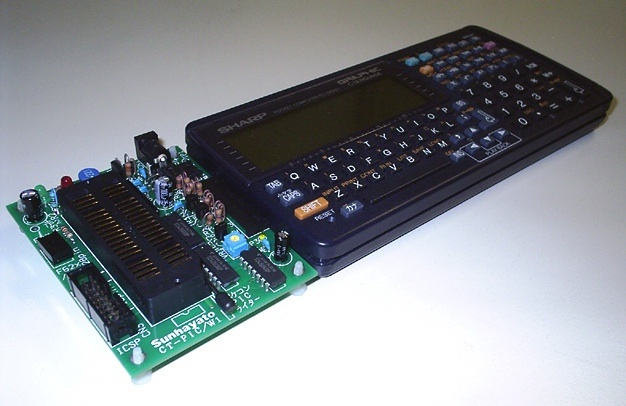
Sharp PC-G850V mit PIC-Brenner
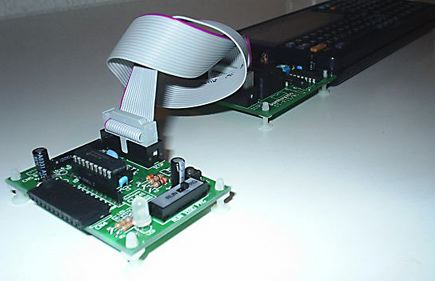
Sharp PC-G850V mit PIC-Brenner und PIC-Applikationsplatine